# Thompson Ridge
Thompson Ridge ist ein 3 km langer Gebirgskamm mit nordsüdlicher Ausrichtung an der Saunders-Küste des westantarktischen Marie-Byrd-Lands. Er ragt 5,5 km nordwestlich des Mount Iphigene am Südufer der Block Bay auf.
Wissenschaftler der United States Antarctic Service Expedition (1939–1941) fertigten Luftaufnahmen des Gebirgskamms an und kartierten ihn. Der Polarforscher Richard Evelyn Byrd, Leiter dieser Forschungsreise, gab ihm seinen Namen. Namensgeber ist Gershom Joseph Thompson (1901–1975), Urologe der Mayo Clinic, der als medizinischer Berater bei Byrds erster (1928–1930) und zweiter Antarktisexpedition (1933–1935) tätig war.